# Murla (kommunhuvudort)
Murla är en kommunhuvudort i Spanien.   Den ligger i provinsen Provincia de Alicante och regionen Valencia, i den östra delen av landet, 400 km sydost om huvudstaden Madrid. Murla ligger 285 meter över havet och antalet invånare är 518.
Terrängen runt Murla är kuperad. Runt Murla är det ganska tätbefolkat, med 54 invånare per kvadratkilometer. Närmaste större samhälle är Denia, 18,5 km nordost om Murla. 